# Арифметика убийства
«Арифметика убийства» — фильм-детектив режиссёра Дмитрия Светозарова, снятый в 1991 году по повести Михаила Попова.

## Сюжет
В обшарпанной и кишащей крысами питерской коммуналке совершено преступление — убит Матвей Иванович Брюханов, дебошир, пьяница и развратник. Дело поручают следователю Петру Прокофьевичу Коневу. При расследовании он знакомится с аборигеном квартиры — инвалидом Ильёй Муромцевым. Илюша может передвигаться только в инвалидной коляске, однако обладает высоким интеллектом и очень наблюдателен. Он раскрывает следователю тайны обитателей коммуналки, в итоге выясняется, что практически у всех был повод убить Брюханова.
В определённый момент Илья даже перехватывает инициативу у следователя и, подражая Гамлету, сам организует имитацию событий роковой ночи. Помимо человеческого спектакля, инвалид разыгрывает действо и в сделанном им из бумаги кукольном театре. Предложенная им версия худо-бедно годится для начальства Конева, хотя и не объясняет произошедшее.

## В ролях
- Сергей Бехтерев — Илья Ильич Муромцев
- Зинаида Шарко — Варвара Петровна, тётка Ильи
- Юрий Кузнецов — Пётр Прокофьевич Конев, следователь
- Лев Борисов — Платон Сергеевич Брызгалин, опустившийся писатель
- Ольга Самошина — Марина Климова, лимитчица
- Владимир Кашпур — Равиль, сексот
- Вячеслав Яковлев — Владислав Игоревич Тетерев, профессорский сынок, жених Марины
- Николай Кузьмин — Матвей Иванович Брюханов

## Награды
- Фестиваль «Киношок», Анапа, 1992 год — Гран-при «Золотая лоза»
- Фестиваль в Валансьене, 1993 год:
  - лучший фильм
  - лучшая мужская роль (Сергей Бехтерев)